# Stuart Price
Stuart Price (North Yorkshire, (vagy Párizs) 1977. szeptember 9. –) angol zenész, DJ, zenei producer. Több művésznévvel is rendelkezik, általában a Les Rythmes Digitales nevet használja. Legismertebb dala a "Jacques Your Body (Make Me Sweat)", amelyet a Citroën is felhasznált egyik ismert reklámkampányában, és a brit slágerlista 60. helyére is felkerült.

## Élete
Stuart Price néven látta meg a napvilágot a North Yorkshire-i Bedale városkában (vagy pedig Párizsban), de Reading városában nőtt fel. Zenei karrierje a Zoot Woman nevű elektronikus zenei együttessel kezdődött, amelyet 1996-ban alapított Adam és Johnny Blake-kel karöltve. A "Les Rythmes Digitales" nevet a kilencvenes években kirobbant "French House" láz miatt vette fel, a stílus iránt Angliában is megugrott az érdeklődés. A francia "imázst" tovább fokozta azzal, hogy francia nyelven adott interjút, tolmáccsal kiegészítve, melynek alapján sokan azt hitték, hogy tényleg egy francia személyről van szó. Price többek között elárulta, hogy csak klasszikus zenét hallgatott, amíg össze nem akadt a Human League "Dare!" című albumával.
Első nagylemeze (a Les Rythmes Digitales név alatt) 1996-ban jelent meg. Második stúdióalbuma 1999-ben került piacra, amely bekerült az 1001 lemez, amit hallanod kell, mielőtt meghalsz című könyvbe.
Több híres zenésszel/együttessel is közreműködött már, például Madonnával, Seallel, a Pet Shop Boysszal, vagy Kylie Minogue-gal.
Producerként a Les Rythmes Digitales néven kívül több művésznevet is használ, például: "Thin White Duke" (utalás David Bowie egykori művésznevére), "Jacques Lu Cont", "Man with Guitar", vagy "Paper Faces". Utóbbi Price együttesére is utal, amelyet 2001-ben alapított Adam Blake-kel együtt.

## Diszkográfia
Szóló albumok
- Liberation (1996)
- Darkdancer (1999)

A Zoot Woman-nel
- Living in a Magazine (2001)
- Zoot Woman (2003)
- Things Are What They Used to Be (2009)
- Star Climbing (2014)

A "Jacques Lu Cont" név alatt
- Blueprint (2000)
- FabricLive.09 (2003)
- Palindrome (2013)

A "Tracques" név alatt
- Tracques Volume 1 (2013)